# Desmolycaena rogersi
Desmolycaena rogersi är en fjärilsart som beskrevs av Norman Denbigh Riley 1932. Den ingår i släktet Desmolycaena och familjen juvelvingar. Inga underarter finns listade i Catalogue of Life.